# المرأة المسلسلة (مجرة)

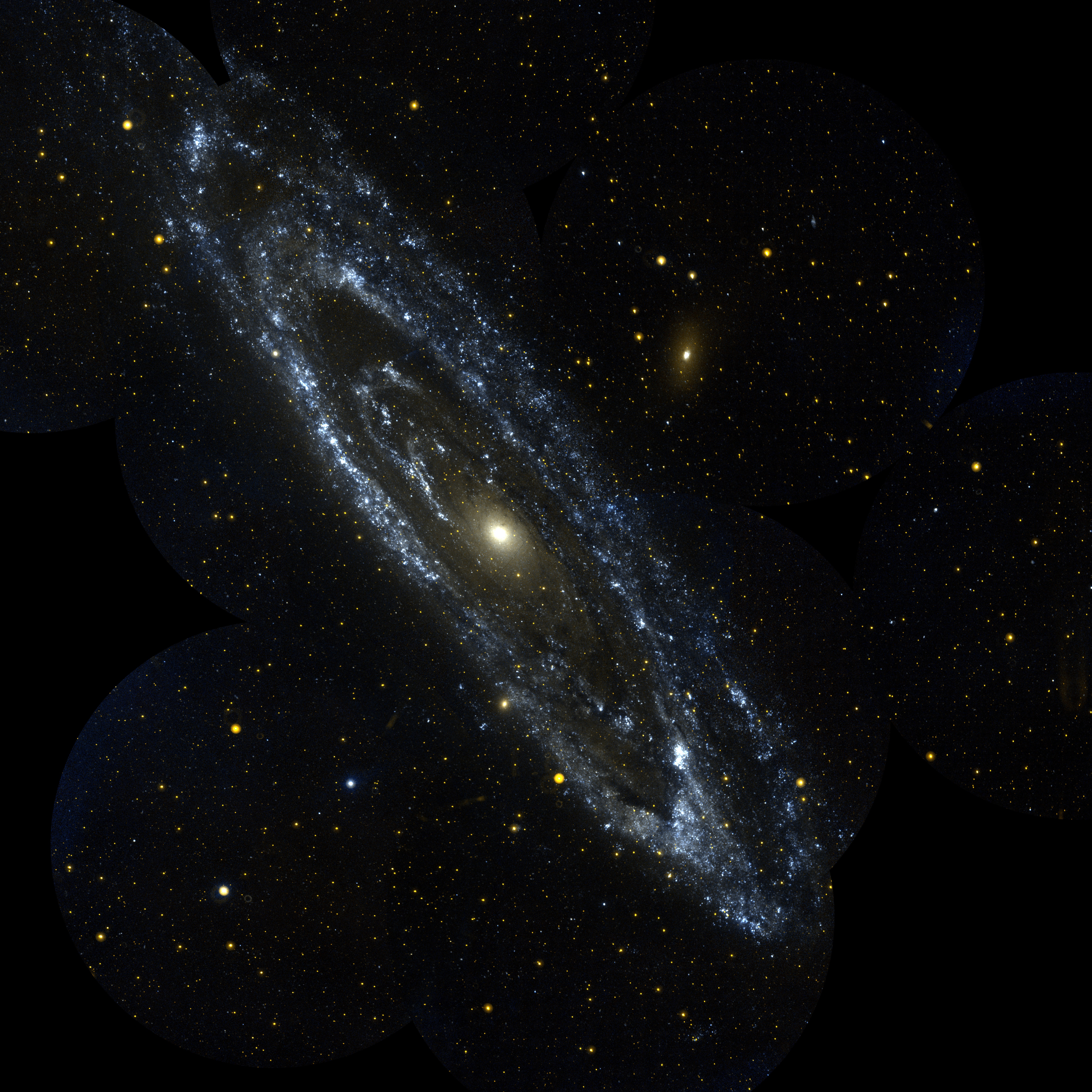
مجرة المرأة المسلسلة، النواة في الوسط والأذرع الحلزونية تشكل قرصا، وتُرى تجمعات نجمية كروية حول القرص.

مجرة المرأة المسلسلة (بالإنجليزية: Andromeda) (تسمى أيضا NGC 224 وM31) هي أقرب المجرات لمجرتنا (أي أقرب مجرة كبيرة، على الرغم من كون مجرة كانيس ميجور القزمة أقرب مجرة قزمة إلى درب التبانة)، ويمكن مشاهدتها بالعين المجردة بدون استخدام المقراب، وهي تبعد عنا نحو 2.5 مليون سنة ضوئية. وتحتوي على نحو 1 تريليون نجم ويبلغ قطرها 220 ألف سنة ضوئية، وهي بذلك أكبر من مجرتنا التي يقدر عدد النجوم فيها ما بين 200-400 مليار من النجوم. تعتبر مجرة المرأة المسلسلة من المجرات التي كتب عنها الكثير من الكتاب في روايات الخيال العلمي. وتم وصفها رسميا لأول مرة في عام 964، من قبل عالم الفلك الفارسي عبد الرحمن الصوفي في كتابه "صور الكواكب الثمانية والأربعين"، حيث أسماها "السحابة الصغيرة" نظرا لمظهرها الضبابي.

## وصف المرأة المسلسلة

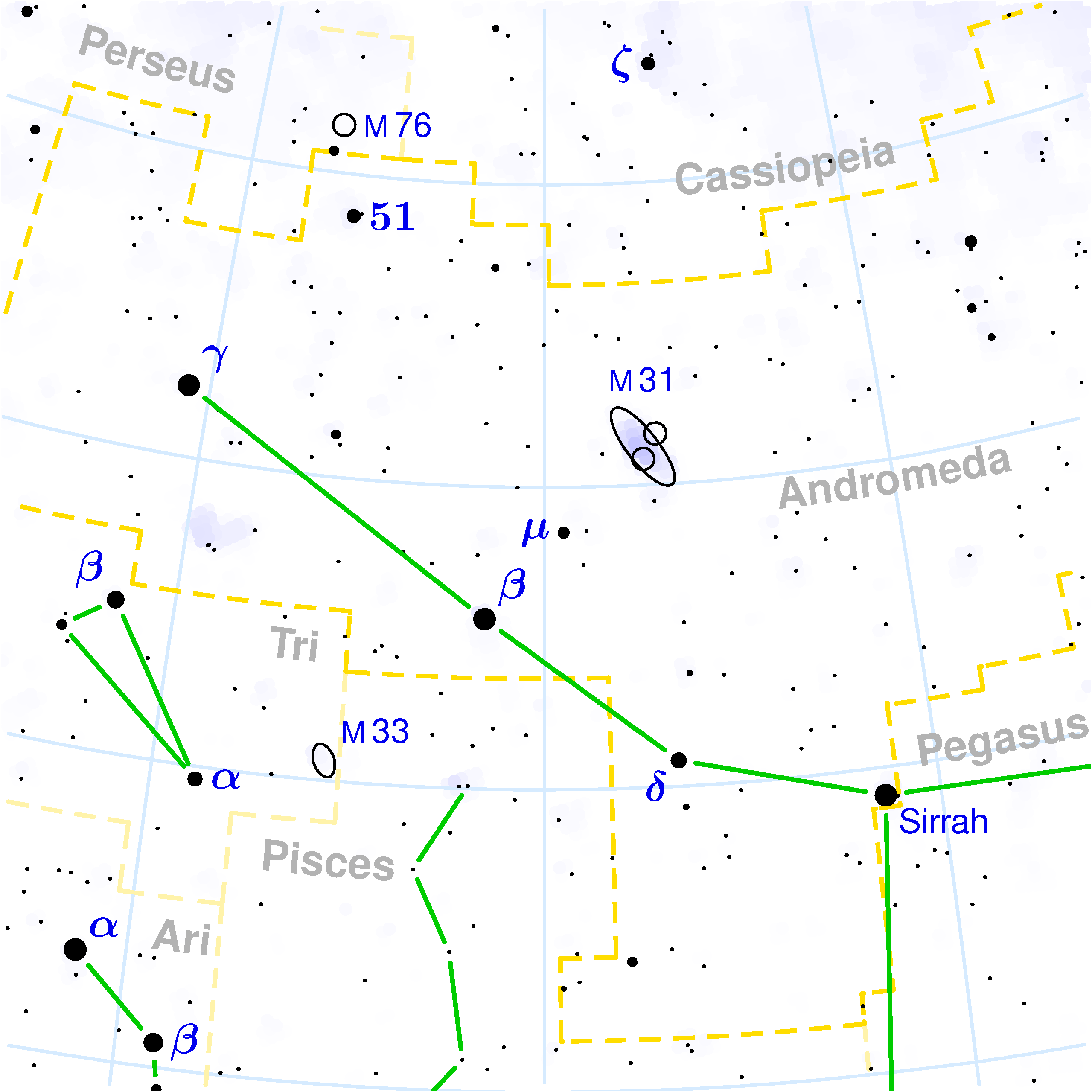
كوكبة المرأة المسلسلة وفي وسطها مجرة المرأة المسلسلة أو مسييه 31 وكذلك مجرة مسييه 33. تبعد المجرتان عن الأرض 5و2 و3 مليون سنة ضوئية، تنتمي بقية النجوم إلى مجرتنا.

تسمى أحيانا مجرة أندروميدا أو اندروميذا (وتسمى أيضا M31 طبقا لفهرس مسييه أو NGC224 طبقا ل الفهرس العام الجديد)، هي أقرب مجرة كبيرة لمجرتنا، درب التبانة وتفوق حجم مجرتنا كبرا ويبلغ عدد النجوم فيها نحو 250 مليار نجم. يمكن رؤيتها بالعين المجردة. مجرة المرأة المسلسلة سميت على اسم المرأة المسلسلة من الأساطير اليونانية.
يبلغ قطر مجرة المرأة المسلسلة حوالي 220.000 سنة ضوئية (بالمقارنة ب 100.000 سنة ضوئية لمجرتنا). يبعد مركزها نحو 2.5 مليون سنة ضوئية من مجرتنا. المرأة المسلسلة هي مجرة يوصف شكلها بأنه يشبه شكل المجرة الاهليجية والمجرة العدسية (من الترجمة الانجليزية Lenticular galaxy) وقد دونت في فهرس مسييه الذي أجراه شارل مسييه تحت رقم M31. وتبين المشاهدات الأخيرة التي أجراها مرقب سبيتزر الفضائي الذي يقيس الأشعة تحت الحمراء أن مجرة المرأة المسلسلة تحوي نحو ألف مليار من النجوم، أي مرتين ونصف أكثر من مجرة درب التبانة (يقدر عدد نجوم مجرتنا بين 200 مليار إلى 400 مليار نجم). وتـُقدر كتلة مجرة درب التبانة بنحو 80 ٪ من كتلة مجرة المرأة المسلسلة، مما يجعلها أكبر مجرة في المجموعة المحلية، وهي مجموعة مجرات قريبة منا وتنتمي إليها المرأة المسلسلة ومجرة المثلث (مسييه33) ومجرتنا ونحو 30 مجرة صغيرة أخرى.
تقترب مجرتنا من مجرة المرأة المسلسلة بسرعة تقدر بين 100 إلى 140 كيلومتر في الثانية، وقد تصطدم المجرتان بعد نحو 4.5 مليار سنة.
يرافق المرأة المسلسلة مجرتان صغيرتان تابعتان لها هما مسييه 110 ومسييه 32، مثلما ترافق سحابتي ماجلان (سحابة ماجلان الكبرى وسحابة ماجلان الصغرى مجرتنا.

## تكوينها

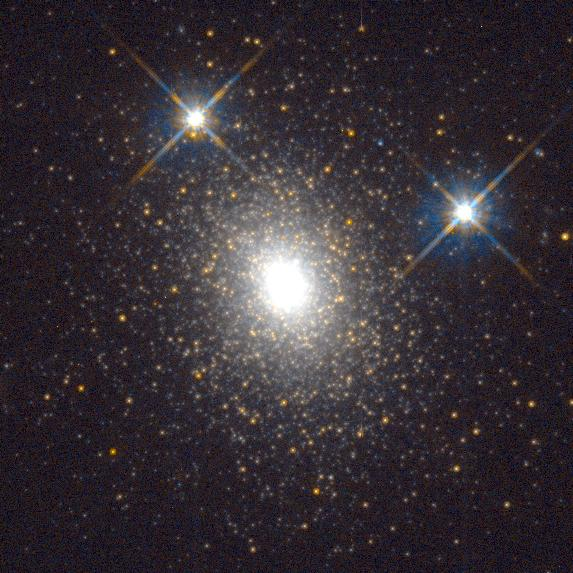
تجمع نجمي جي1 في نظام المرأة المسلسلة.

أعطى العالم الفرنسي شارل مسييه مجرة المرأة المسلسلة رقم مسييه 31  في فهرسه المعروف بفهرس مسييه وهي قريبة من مجرتنا مجرة درب التبانة. ونجد فيها من الأجرام السماوية ما يماثل الأجرام السماوية التي نجدها في مجرتنا. ونظرا لقربها النسبي حيث تبعد عنا نحو 2.5 مليون سنة ضوئية فقط فنحن نراها من الخارج بوضوح، وتظهر لنا بجميع تفاصيلها من حوصلة مجرة وأذرعة حلزونية، كما نشاهد فيها أشرطة من غبار كوني قاتمة ومناطق مضيئة هي مناطق نشأة نجوم جديدة. وعلاوة على ذلك نرى على حافتها نحو 400 إلى 500 تجمع نجمي كروي الشكل.
ومن أهم خصائص مجرة المرأة المسلسلة مركزها: اعتقدنا لمدة طويلة بأنها ذات نواتين فيهما ثقبين أسودين وعدة ملايين من النجوم المتكاثفة. واعتقدنا أن أحد تلك الثقوب السوداء وصل إليها عن طريق اصطدامها في القديم بمجرة أخرى. ولكن الرصد الحديث بواسطة تلسكوب هابل الفضائي يبين أن الحوصلة تتكون من حلقة من النجوم القديمة الحمراء وحلقة أخرى من النجوم الزرقاء الجديدة النشأة، والحلقتان تدوران حول ثقب أسود بالغ الكتلة.
تبلغ كتلة هذا الثقب الأسود نحو 30 مليون مرة كتلة شمسية. كما توجد في مركز مجرة المرأة المسلسلة مصادر للأشعة السينية، ربما كانت تلك الأشعة صادرة من نجوم نيوترونية وثقوب سوداء، تجذب إليها مادة من أطراف نجوم تابعة لها وتتسبب في إنتاج الأشعة السينية.

## حركتها الذاتية
تتحرك مجرة المرأة المسلسلة بالنسبة لمجرة درب التبانة حركة مباشرة (شعاعية) تصل إلى −114 كيلومتر في الثانية.
وتعني الإشارة السالبة أن المجرتين تتحركان لمقابلة بعضهما، وتختلف السرعة −114 &كيلومتر في الثانية عن سرعة المرآة السلسلة بالنسبة للمجموعة الشمسية. ونظرا لحركة الشمس حول مركز مجرتنا وهي حاليا في اتجاه إم31 فتقدر السرعة النسبية بينهما بنحو
−300 كيلومتر في الثانية وهي سرعة أعلى كثيرا.
تبين المحاكاة بالحاسوب أن المجرتين سوف تصطدمان في ظرف 4 إلى 10 مليارات سنة، وربما نتج عن ذلك مجرة إهليلجية ضخمة أو عن طريق التفاعل بين المجرتين يمكن أن تنتج ما يسمى «مجرة قطبية حلقية».
لم يستطاع تعيين الحركة الجانبية لمجرة المرأة المسلسلة بالنسبة لمجرتنا بطريقة مباشرة، ولكن من المتوقع انها لا تختلف كثيرا عن 20 كيلومتر في الثانية.

## رؤيتها

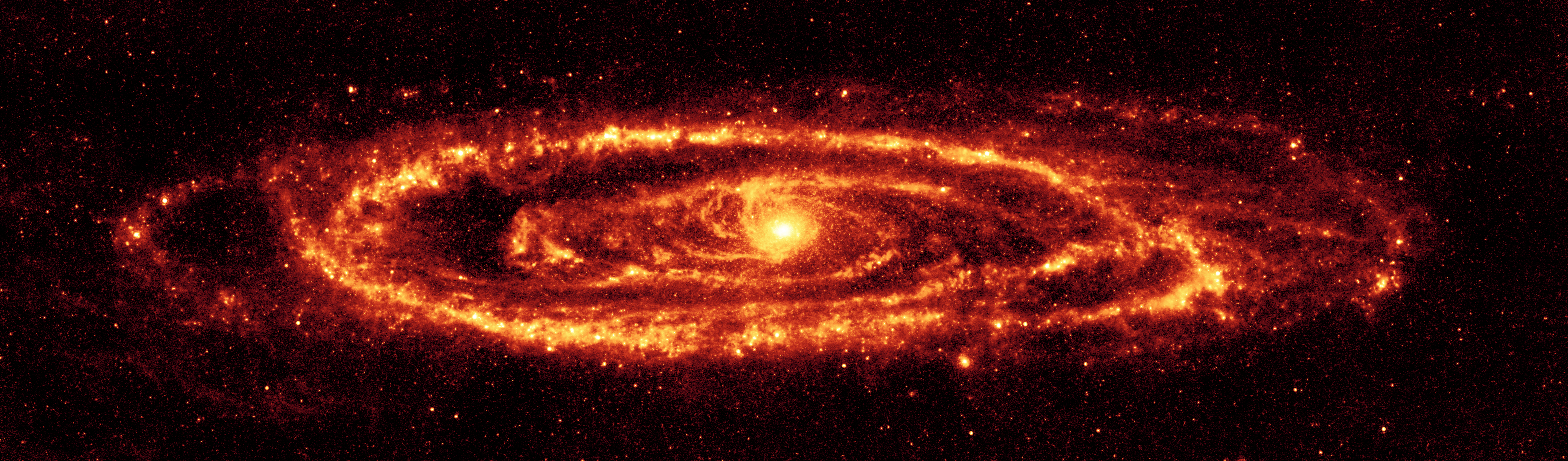
مجرة المرأة المسلسلة مصوّرة من مرقب سبيتزر الفضائي الذي التقط الأشعة تحت الحمراء الآتية منها.

مسييه 31 هو أبعد جرم سماوي يمكن رؤيته بالعين المجردة (وأقرب المجرات الكبيرة لنا فهي تبعد عنا نحو 5و2 مليون سنة ضوئية. وتبدو كسديم صغير ضعيف الإضاءة في سماء الليلة الصافية، ولذلك سميت في الماضي «بالسديم». ومع ذلك يمكن للعين المجردة رؤية النواة أو حوصلتها في السماء المعتمة الصافية، كالصحراء. وتحتاج تصويرها مثل الصورة المبينة أعلاه إلى مدة طويلة للتصوير. ويبلغ قطرها المرئي 180 دقيقة قوسية عبر جزء من السماء يقدر ستة أضعاف مساحة القمر الذي يشغل من السماء 30 دقيقة قوسية عندما يكون بدرا. وعندما نستطيع رؤية هالتها (لا تظهر للعين المجردة) فهي تمتد عبر 30° على صفحة السماء. وذلك يعادل امتداد كوكبة الدب الأكبر.

## تطور مشاهدتها

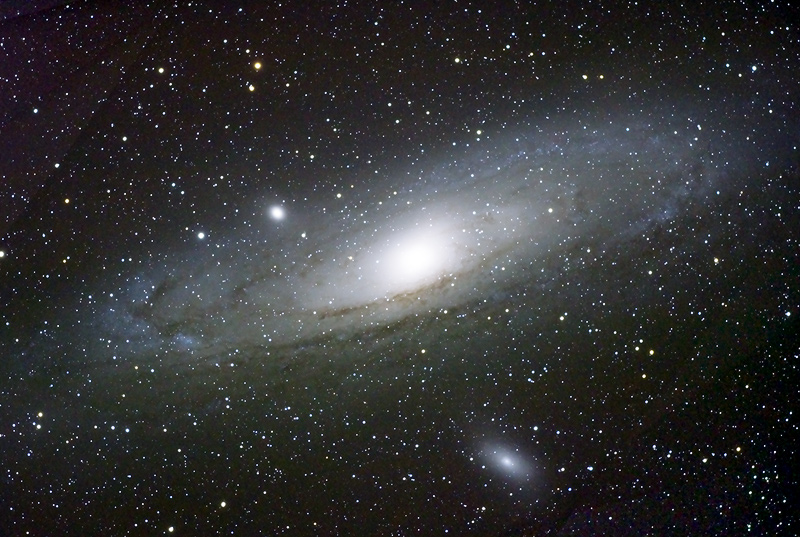
مجرة المرأة المسلسلةدرب التبانة

تشاهد مجرة المرأة المسلسلة من قديم الأزل حيث أنها ترى بالعين المجردة. وأول إشارة مكتوبة عنها نجدها في مخطوطات الفلكي المسلم عبد الرحمن الصوفي في كتابه «صور الكواكب الثمانية والأربعين» (عام 964) حيث أسماها «السحابة الصغيرة». وكتب عنها شارل مسييه في فهرسه على اعتبار أن مكتشفها قبله سيمون ماريوس الذي رصدها بتلسكوب عام 1612، سجلها مسييه تحت رقم 31 في فهرسه. ثم سجلها جون لويس إميل دراير في فهرس العام الجديد New General Catalogue تحت رقم NGC224 وقام بإصدار الفهرس عام 1888.
ظلت طبيعة ذلك السديم غامضة عبر القرون وسميت سديم حلزوني طبقا لشكلها المميز واعتبرت واحدة من تكوين مجرتنا مجرة درب التبانة. وحاول فيلهلم هرشل تقدير بعدها عنا وقدره بنحو 2000 بُعد سيريوس، أي فقط 17.000 سنة ضوئية كما نعرف اليوم. ثم استطاع وليام هيجنز في 1864 مشاهدة أنها تتكون من مليارات النجوم باستخدامه جهازا لتحليل الطيف. وفي عام 1885 استطاع إيرنست هارتويج (1851 - 1923 ميلادي) رؤية مستعر أعظم «المرأة المسلسلة إس» فيها بالعين المجردة، ولكنه لم يعيرها اهتماما كبير حيث كان تقدير بعدها عنا خاطئا.
في عام 1912 قام فيستو سليفر بتعيين الانزياح الأحمر لخطوط طيفها وتقدير سرعتها في اتجاه الشمس بنحو 300 كيلومتر في الثانية، وعي أعلى سرعة قدرت حتى ذلك الوقت لجرم سماوي (اليوم نعرف أن تلك السرعة تقدر ب 300 ± 4 كيلومتر/الثانية.).
وكان غريب جدا أن يتحرك أحد الأجرام السماوية بهذه السرعة ويكون من ضمن مجرة درب التبانة. وفي عام 1914 خمن الفلكي الإنجليزي أرثر إدنجتون أن السدم الحلزونية عبارة عن مجرات، أي أنظمة من نجوم كثيرة مثل مجرتنا واستطاع 1917 بالفعل رؤية نجوما منفردة فيها بواسطة تلسكوب مرصد مونت ويلسون.
وأخيرا في عام 1923 استطاع إدوين هابل عن طريق مشاهدة متغيرات سفيدية تعيين بعد المرآة المسلسلة بنحو 900.000 سنة ضوئية - وهو بعد قليل كما نعرف اليوم إذ أن بعدها الحقيقي 2.5 مليون سنة ضوئية - وأهم نتائجه أنها تقع خارج مجرتنا. وفي عام 1952 وجد فالتر بادي أن ما استخدمه هابل من نجوم متغير سفيدي في حقيقة الأمر تتكون من نجمين وصحح تقدير بعد المرأة المسلسلة عنا إلى أكثر من مليوني سنة ضوئية.
أصدر معهد دراسات الفضاء الأسباني الموجود في كتالونيا في عام 2005 رسالة علمية عن متغير ثنائي في مسييه 31، واستطاع علماء المعهد تعيين المسافة بيننا وبين «مسييه 31» ب 2,52 ± 0,14 مليون سنة ضوئية. (أي بين 2.38 - 2.66 مليون سنة ضوئية).

## مشاهدات حديثة

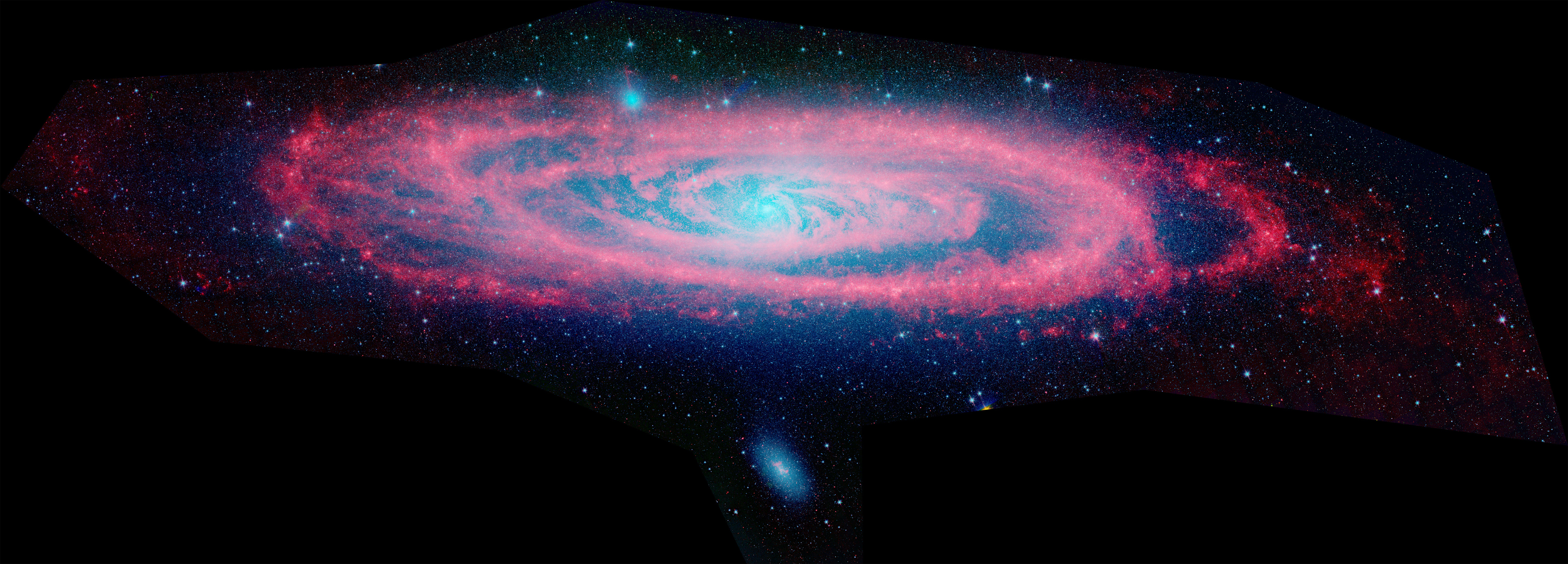
مجرة المرأة المسلسلة كما تُرى بواسطة مقراب سبيتزر الفضائي الذي يسجل الأشعة تحت الحمراء، عن ناسا.

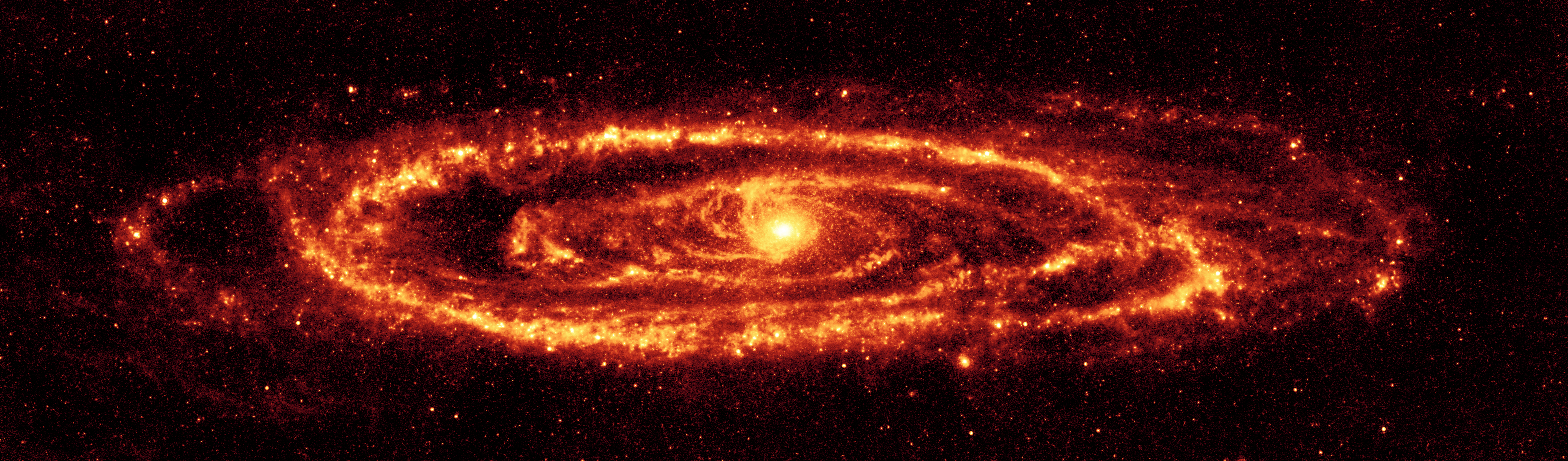
صورة أخرى بتلسكوب شبيتزر الفضائي في حيز الأشعة تحت الحمراء، عن ناسا وجوردون من جامعة أريزونا.

تصنّف مجرة المرأة المسلسلة من التصنيف SA(s)b للمجرات الحلزونية طبقا لضوئها المرئي.
وقد بين الرصد الحديث بواسطة 2MASS أن حوصلة المجرة مسييه 31 ذات شكل قفصي مما يشير إلى أن مجرة المرأة المسلسلة لها نواة ضلعية الشكل حيث يبدو الضلع موازيا للاتجاه الرؤية.
واستخدم علماء الفلك مرصد كيك عام 2005 للرصد وتبين لهم أن النجوم المتناثرة التي تبدو بالقرب من حافة مسييه 31 إنما هي جزء منها.
وهذا يعني أن قرص مسييه 31 يعتبر ثلاثة أضعاف القطر الذي كان مقدرا في الماضي. وهذا يشير إلى أن قطر مجرة المرأة المسلسلة يبلغ في حقيقة الأمر نحو 220.000 سنة ضوئية، حيث كانت التقديرات الماضية لقطرها تشير إلى قطر 120.000 سنة ضوئية.
يميل مستوى مسييه 31  بزاوية 77° بالنسبة لمستوي مجرتنا (لو كانت زاوية الميل 90° لرأيناها من الجانب). ويبو من تحليل شكل مقطعها أنها في شكل حرف S وليست مجرد قرص مستدير.
قد يكون تفاعلات الجاذبية بين مسييه 31 وما يتبعه من مجرات توابع هي السبب في اتخاذها هذا الشكل. وقد تكون مجرة المثلث سببا آخرا لشكل أذرعة مجرة المرأة المسلسلة إلا أننا نحتاج للفصل في ذلك إلى تعيين المسافة بينهما وكذلك سرعتيهما النسبية بدقة أكبر.
تبين دراسات مستفيضة أجريت علي حركة دورانها بواسطة التحليل الطيفي أن سرعة الدوران تختلف على مسافات مختلفة من الحوصلة. فعلى مقربة من الحوصلة ترتفع السرعة إلى نهاية قصوى تصل إلى 225 كيلومتر في الثانية على بعد 1.300 سنة ضوئية، ثم تنخفض إلى نهاية أدنى على بعد 33.000 سنة ضوئية حيث تصل سرعة الدوران 50 كيلومتر/ثانية.
تبدأ سرعة الدوران في الارتفاع ثانيا مع زيادة البعد عن المركز وتصل إلى 250 كيلومتر/ثانية على بعد 33.000 سنة ضوئية، ثم تنخفض السرعة ثانيا بهدوء حتى تصل رويدا رويدا إلى 200 كيلومتر /ثانية على مسافة 80.000 سنة ضوئية من المركز. تشير تلك التقديرات لسرعة الدوران إلى أن مجرة المرأة المسلسلة تحوي نحو 6×109 كتلة شمسية في الحوصلة. ثم تزيد كتلة مسييه 31 خطيا حتى بُعد 45.000 سنة ضوئية، ثم بمعدل أقل خارج ذلك نصف القطر.
يميز الأذرعة الحلزونية لمسييه 31 عددا من مناطق هيدروجين II، يصفها العالم الفلكي «بادي» بأنها تماثل «حبيبات العقد». فهي تبدو متقاربة مع أنها تبعد عن بعضها أكثر من أبعاد تلك المناطق في مجرتنا.
تحليل الصور الذي يحاول بيان مجرة المرأة المسلسلة على حقيقتها تبين ذراعين حلزونيين ممتدين ويفصلهما عن بعضهما نحو 13.000 سنة ضوئية، وقد تكون المسافة 16.000 سنة ضوئية. ويعتقد العلماء أن سبب الذراعين في مسيه 31 هو نتيجة لتفاعلها مع المجرة مسييه 33. ويمكن رؤية ذلك من انزياح مناطق سحابية لمناطق هيدروجين I (هيدروجين متعادل) من النجوم إليها.
تشير مشاهدات أجرتها الوكالة الأوروبية لأبحاث الفضاء عام 1998 أجرتها في حيز الأشعة تحت الحمراء إلى أن مجرة المرأة المسلسلة قد تكون في سبيلها لاتخاذ شكل حلقي. فالغاز والغبار داخلها يتشكل من عدة حلقات متطابقة تسودها حلقة مضيئة يبلغ نصف قطرها 32.000 سنة ضوئية من الحوصلة. تختفي تلك الحلقة في صور الضوء المرئي حيث أنها تتكون من غبار بارد يمتص الضوء.
ويبين الفحص الدقيق للمنطقة الداخلية في مسييه 31 حلقة أصغر من الغبار يعتقد أنها تكونت بالتفاعل مع مسييه 32 منذ نحو 200 مليون سنة. وتبين المحاكاة التي تجرىبالحاسوب أن المجرة الصغيرة ربما تكون قد مرت من وسط الكبيرة عبر محورها. ويعتقد أن خلال هذا التصادم افتقدت المجرة الصغيرة إم32 أكثر من نصف كتلتها مما أدى إلى تكوين الشكل الحلقي لمجرة المرأة المسلسلة.
امتدت دراسات مجرة المرأة المسلسلة إلى فحص هالتها (محيط كرة حولها في حدود 300.000 -400.000 سنة ضوئية) فوجدتها هالة مماثلة لهالة مجرتنا، حيث تتميز نجوم الهالة بوجه عام بمعدنية قليلة وتقل نسبة معدنية النجوم كلما بعد النجم عن مركز المجرة.
تلك النتيجة تشير إلى أن المجرتين قد مرتا بنفس نوع التطور عبر الزمن. وربما قد ابتلعت المجرتان أثناء تطورهما 200 من المجرات الصغيرة عبر زمن يقدر بنحو 12 مليار سنة.
قد تبعد النجوم الموجودة في هالتي مجرة المرأة المسلسلة ومجرة درب التبانة إلى نحو ثلث المسافة الفاصلة بين المجرتين.

## المجموعة المحلية
تحتوي مجرة المرأة المسلسلة بين 400 إلى 500 من عناقيد النجوم، وهي تنتمي مع مجرتنا إلى مجموعة المجرات القريبة تسمي المجموعة المحلية، وهي مجموعة من المجرات القريبة تقع في حدود 10 مليون سنة ضوئية حولنا.

## احصائيات
يمكن مشاهدة مجرة المرأة المسلسلة بالعين المجردة وهي تبعد عنا نحو 5و2 مليون سنة ضوئية. تلك هي أقصى مسافة تستطيع العين البشرية رؤيتها، ونستعين بالتلسكوبات لرؤية ماهو أبعد من ذلك. تستطيع أجهزتنا البصرية رؤية مجرات عند نشأتها يبلغ بعدها عنا نحو 13 مليار سنة ضوئية، أي نحو 700 مليون سنة بعد الانفجار العظيم.

## اقرأ أيضاً
- مسييه 33
- المجموعة المحلية
- مجموعات وعناقيد المجرات.
- عناقيد مجرية هائلة.
- مجموعة مجرات هيكسون.
- انفجار عظيم.
- مجرة مظلمة.
- مجرة حلزونية.
- مسييه 30.
- المرأة المسلسلة (كوكبة).
- دالة اللمعان (فلك)
- إن جي سي 147
- قائمة مجرات المجموعة المحلية

## وصلات خارجية
- مجرة المرأة المسلسلة على موقع ويكي سكاي: DSS2, SDSS, GALEX, IRAS, Hydrogen α, X-Ray, Astrophoto, Sky Map, Articles and images